# Iyive
L'iyive (ou uive, yiive) est une langue bantoïde méridionale, dite « tivoïde », parlée dans la Région du Sud-Ouest au Cameroun, dans le département du Manyu, au nord-est de l'arrondissement d'Akwaya, dans le village d'Yive, et de l'autre côté de la frontière au Nigeria .
En 1996 on  dénombré environ 2 000 locuteurs, dont la moitié au Cameroun. 